# 박춘언
박춘언(영어: Hermet Park)은 대한민국의 소프트웨어 공학자이며, 컴퓨터 그래픽스 및 임베디드 시스템 분야에서 활발히 활동하는 오픈소스 기여자이다. 그는 범용 벡터 그래픽스 렌더링 엔진인 ThorVG(토르 벡터 그래픽스)의 창시자로 알려져 있으며, 해당 프로젝트를 통해 크로스 플랫폼 환경에서의 실시간 그래픽 처리 기술 발전에 기여하고 있다. 
박춘언은 인라이튼먼트(Enlightement) 오픈소스 프로젝트의 한국인 최초 공식 커미터로 참여하였고, 타이젠(Tizen) 플랫폼의 주요 메인테이너로 활동하였다. 또한, JSON 기반 애니메이션 엔진인 rlottie의 개발을 리드하였으며 오픈 소스 생태계 전반에 지속적인 영향을 미치고 있다. 

## 생애 및 경력
대한민국에서 태어나 컴퓨터 공학을 전공하였으며, 2009년 삼성전자에 입사하여 오랜 기간 재직하면서 타이젠 플랫폼의 핵심 개발자로 사용자 인터페이스(UI) 및 그래픽스 기술 개발을 주도하였다. 이후 다양한 오픈소스 프로젝트와 산업 기술을 연계하며, 글로벌 기술 생태계에서 활발한 활동을 이어가고 있다.

## 주요 오픈소스 개발 업적

### Enlightenment Foundation Libraries (EFL)
EFL의 한국인 최초 커미터로, 리눅스, 임베디드 시스템 및 데스크톱 컴퓨터 환경에서 UI 툴킷의 성능 개선과 구조 설계에 기여하였다. EFL 기술을 국내에 전파하기 위해 EFL 한국 커뮤니티 (2013-2018)를 운영하였다.

### rlottie
rlottie는 로티 (파일 형식) 애니메이션의 경량 C++ 렌더러이며, 박춘언은 삼성 재직 당시, rlottie 개발을 주도하며 이를 오픈소스화 하였다. 이 프로젝트는 타이젠를 포함한 다양한 시스템에서 애니메이션 재생을 지원하며, 삼성 스마트TV 및 삼성 갤럭시 워치 시리즈 등에서도 활용되었다. 특히 rlottie는 오픈소스로 공개되어 디스코드, 텔레그램,  듀오링고, JUCE와 같은 대규모의 서비스에서 이모티콘과 같은 애니메이션 효과를 지원하기 위해 탑재되었으며,  2025년 4월 기준, 깃허브에서 약 1,200개의 별(Star)과 240개 이상의 포크(Fork)를 받은 상태이다. 이는 전문적인 C++ 기반 그래픽스 라이브러리임에도 불구하고, 전 세계적으로 활발한 커뮤니티와 기술 채택이 이루어지고 있음을 보여준다.

### ThorVG
ThorVG는 박춘언이 주도하여 개발한 웹GPU를 지원하는 차세대 경량 벡터 그래픽스 엔진이다. C++ 기반으로 개발되었으며, 리눅스, 마이크로소프트 윈도우, 안드로이드 (운영체제), IOS, 웹어셈블리 등 멀티 플랫폼을 지원한다. 오픈 소스 소프트웨어 게임 엔진인 고도 (게임 엔진), Canva, LVGL 그래픽 툴킷, 샤오미의 OpenVela 등 여러 플랫폼에 탑재되었다. ThorVG는 C++ 커뮤니티의 주요 가이드 문서에도 언급될 정도로 널리 사용되고 있다. 이는 해당 라이브러리가 국제적으로 기술적 신뢰성과 활용성을 인정받고 있다는 점을 보여준다.

### Tizen
UI/Graphics 스택 기술 개발을 리드하였고 다양한 오픈소스를 통합하고, 삼성 제품(모바일, 웨어러블, TV, 가전 등)에 적용하였다.

## 발표 및 강연
- FOSSASIA 2025 – Universal Motion Graphics Across All Platforms: Unleashing Creativity with ThorVG
- 공개SW 페스티벌 2021 – 내가 만든 공개 SW, 전세계인의 SW로
- 삼성 소프트웨어 개발자 컨퍼런스 2021 – ThorVG: 차세대 모션 그래픽을 위한 범용 벡터 그래픽 엔진 전략
- SDC 2019 – rlottie: A New Approach to Motion Graphics UI
- 서울하드웨어해커톤 2019 - 타이젠 Main Loop 이해
- Gnome Asia Summit 2017 – How Could a Software Engineer Survive with Open Source[11]

## 저서 및 역서
- 《UI 시스템 블랙북》 (2024, 저서)[12]
- 《예제로 배우는 CUDA 프로그래밍》 (2011, 역서)[13]

## 기타 참고
- 삼성뉴스룸 - [대학생 기자단] 삼성전자 직원들은 어떻게 일할까?_삼성소프트웨어멤버십 졸업생이 말하는 ‘IT 개발자들의 직무 이야기’
- 박춘언 링크드인
- 박춘언 깃허브